# Wahlkreis Stirling (House of Commons)
| Stirling         |
| ---------------- |
| Stirling         |
| Gebildet         |
| 1983             |
| Abgeordneter     |
| Alyn Smith (SNP) |
| Regionen         |
| Stirling         |

Stirling ist ein Wahlkreis für das Britische Unterhaus. Er wurde im Zuge der Wahlkreisreform 1983 aus den aufgelösten Wahlkreisen Clackmannan and Eastern Stirlingshire und Stirling and Clackmannan Western gebildet. Seit 2005 deckt der Wahlkreis das gesamte Gebiet der Council Area Stirling ab. Der Wahlkreis entsendet einen Abgeordneten.

## Wahlergebnisse

### Unterhauswahlen 1983
| Ergebnisse der Unterhauswahlen 1983 | Ergebnisse der Unterhauswahlen 1983 | Ergebnisse der Unterhauswahlen 1983 | Ergebnisse der Unterhauswahlen 1983 |
| Partei                              | Kandidat                            | Stimmen                             | %                                   |
| ----------------------------------- | ----------------------------------- | ----------------------------------- | ----------------------------------- |
| Conservative                        | Michael Forsyth                     | 17.039                              | 40,0                                |
| Labour                              | Michael Connarty                    | 11.906                              | 27,9                                |
| Liberal                             | Ross Finnie                         | 10.174                              | 23,9                                |
| SNP                                 | W. Houston                          | 3488                                | 8,2                                 |

### Unterhauswahlen 1987
| Ergebnisse der Unterhauswahlen 1987 | Ergebnisse der Unterhauswahlen 1987 | Ergebnisse der Unterhauswahlen 1987 | Ergebnisse der Unterhauswahlen 1987 | Ergebnisse der Unterhauswahlen 1987 |
| Partei                              | Kandidat                            | Stimmen                             | %                                   | ±                                   |
| ----------------------------------- | ----------------------------------- | ----------------------------------- | ----------------------------------- | ----------------------------------- |
| Conservative                        | Michael Forsyth                     | 17.591                              | 38,3                                | −1,7                                |
| Labour                              | Michael Connarty                    | 16.643                              | 36,2                                | +8,3                                |
| Liberal                             | I.B. McFarlane                      | 6804                                | 14,8                                | −9,1                                |
| SNP                                 | Iain M. Lawson                      | 4897                                | 10,7                                | +2,5                                |

### Unterhauswahlen 1992
| Ergebnisse der Unterhauswahlen 1992 | Ergebnisse der Unterhauswahlen 1992 | Ergebnisse der Unterhauswahlen 1992 | Ergebnisse der Unterhauswahlen 1992 | Ergebnisse der Unterhauswahlen 1992 |
| Partei                              | Kandidat                            | Stimmen                             | %                                   | ±                                   |
| ----------------------------------- | ----------------------------------- | ----------------------------------- | ----------------------------------- | ----------------------------------- |
| Conservative                        | Michael Forsyth                     | 19.174                              | 40,0                                | +1,7                                |
| Labour                              | Kate W. Phillips                    | 18.471                              | 38,5                                | +2,3                                |
| SNP                                 | Gerard Alexandra Fisher             | 6558                                | 13,7                                | +3,0                                |
| Liberal Democrats                   | Willie Brewster Robertson           | 3337                                | 7,0                                 | −7,8                                |
| Green                               | William Russell Thompson            | 342                                 | 0,7                                 | +0,7                                |
| Monster Raving Loony                | Ross Sharp                          | 68                                  | 0,1                                 | +0,1                                |

### Unterhauswahlen 1997
| Ergebnisse der Unterhauswahlen 1997 | Ergebnisse der Unterhauswahlen 1997 | Ergebnisse der Unterhauswahlen 1997 | Ergebnisse der Unterhauswahlen 1997 | Ergebnisse der Unterhauswahlen 1997 |
| Partei                              | Kandidat                            | Stimmen                             | %                                   | ±                                   |
| ----------------------------------- | ----------------------------------- | ----------------------------------- | ----------------------------------- | ----------------------------------- |
| Labour                              | Anne McGuire                        | 20.382                              | 47,5                                | +9,0                                |
| Conservative                        | Michael Forsyth                     | 13.971                              | 32,5                                | −7,5                                |
| SNP                                 | Ewan Dow                            | 5752                                | 13,4                                | −0,3                                |
| Liberal Democrats                   | Alistair G. Tough                   | 2675                                | 6,2                                 | −0,8                                |
| UKIP                                | William McMurdo                     | 154                                 | 0,4                                 | +0,4                                |
| Parteilos                           | Elaine L.M. Olsen                   | 24                                  | 0,1                                 | +0,1                                |

### Unterhauswahlen 2001
| Ergebnisse der Unterhauswahlen 2001 | Ergebnisse der Unterhauswahlen 2001 | Ergebnisse der Unterhauswahlen 2001 | Ergebnisse der Unterhauswahlen 2001 | Ergebnisse der Unterhauswahlen 2001 |
| Partei                              | Kandidat                            | Stimmen                             | %                                   | ±                                   |
| ----------------------------------- | ----------------------------------- | ----------------------------------- | ----------------------------------- | ----------------------------------- |
| Labour                              | Anne McGuire                        | 15.175                              | 42,2                                | −5,3                                |
| Conservative                        | Geoff Mawdsley                      | 8901                                | 24,8                                | −7,7                                |
| SNP                                 | Fiona Elizabeth Macaulay            | 5877                                | 16,4                                | +3,0                                |
| Liberal Democrats                   | Clive Edward Freeman                | 4208                                | 11,7                                | +5,5                                |
| Socialist                           | Charles Clarke Mullen               | 1012                                | 2,8                                 | +2,8                                |
| Green                               | Mark Ruskell                        | 757                                 | 2,1                                 | +2,1                                |

### Unterhauswahlen 2005
| Ergebnisse der Unterhauswahlen 2005 | Ergebnisse der Unterhauswahlen 2005 | Ergebnisse der Unterhauswahlen 2005 | Ergebnisse der Unterhauswahlen 2005 | Ergebnisse der Unterhauswahlen 2005 |
| Partei                              | Kandidat                            | Stimmen                             | %                                   | ±                                   |
| ----------------------------------- | ----------------------------------- | ----------------------------------- | ----------------------------------- | ----------------------------------- |
| Labour                              | Anne McGuire                        | 15.729                              | 36,0                                | −6,2                                |
| Conservative                        | Stephen C. Kerr                     | 10.962                              | 25,1                                | +0,3                                |
| Liberal Democrats                   | Kelvin Holdsworth                   | 9052                                | 20,7                                | +9,0                                |
| SNP                                 | Frances M. McGlinchey               | 5503                                | 12,6                                | −3,8                                |
| Green                               | Duncan Illingworth                  | 1302                                | 3,0                                 | +0,9                                |
| Socialist                           | Rowland H. Sheret                   | 458                                 | 1,1                                 | −1,7                                |
| Parteilos                           | James M. McDonald                   | 261                                 | 0,6                                 | +0,6                                |
| Christian Vote                      | Michael D. Willis                   | 215                                 | 0,5                                 | +0,5                                |
| UKIP                                | Matthew C. Desmond                  | 209                                 | 0,5                                 | +0,5                                |

### Unterhauswahlen 2010
| Ergebnisse der Unterhauswahlen 2010 | Ergebnisse der Unterhauswahlen 2010 | Ergebnisse der Unterhauswahlen 2010 | Ergebnisse der Unterhauswahlen 2010 | Ergebnisse der Unterhauswahlen 2010 |
| Partei                              | Kandidat                            | Stimmen                             | %                                   | ±                                   |
| ----------------------------------- | ----------------------------------- | ----------------------------------- | ----------------------------------- | ----------------------------------- |
| Labour                              | Anne McGuire                        | 19.558                              | 41,8                                | +5,8                                |
| Conservative                        | Bob H. Dalrymple                    | 11.254                              | 24,0                                | −1,1                                |
| SNP                                 | Alison J. Lindsay                   | 8091                                | 17,3                                | +4,7                                |
| Liberal Democrats                   | Graham R. Reed                      | 6797                                | 14,5                                | −6,2                                |
| Green                               | Mark Ruskell                        | 746                                 | 1,6                                 | −1,4                                |
| UKIP                                | Paul Henke                          | 395                                 | 0,8                                 | +0,3                                |

### Unterhauswahlen 2015
| Ergebnisse der Unterhauswahlen 2015 | Ergebnisse der Unterhauswahlen 2015 | Ergebnisse der Unterhauswahlen 2015 | Ergebnisse der Unterhauswahlen 2015 | Ergebnisse der Unterhauswahlen 2015 |
| Partei                              | Kandidat                            | Stimmen                             | %                                   | ±                                   |
| ----------------------------------- | ----------------------------------- | ----------------------------------- | ----------------------------------- | ----------------------------------- |
| SNP                                 | Steven Paterson                     | 23.783                              | 45,6                                | +28,3                               |
| Labour                              | Johanna Boyd                        | 13.303                              | 25,5                                | −16,3                               |
| Conservative                        | Stephen Kerr                        | 12.051                              | 23,1                                | −0,9                                |
| Green                               | Mark Ruskell                        | 1606                                | 3,1                                 | +1,5                                |
| Liberal Democrats                   | Elisabeth Wilson                    | 1392                                | 2,7                                 | −11,8                               |

### Unterhauswahlen 2017
| Ergebnisse der Unterhauswahlen 2017 | Ergebnisse der Unterhauswahlen 2017 | Ergebnisse der Unterhauswahlen 2017 | Ergebnisse der Unterhauswahlen 2017 | Ergebnisse der Unterhauswahlen 2017 |
| Partei                              | Kandidat                            | Stimmen                             | %                                   | ±                                   |
| ----------------------------------- | ----------------------------------- | ----------------------------------- | ----------------------------------- | ----------------------------------- |
| Conservative                        | Stephen Kerr                        | 18.291                              | 37,1                                | +14,0                               |
| SNP                                 | Steven Paterson                     | 18.143                              | 36,8                                | −8,8                                |
| Labour                              | Chris Kane                          | 10.902                              | 22,1                                | −3,4                                |
| Liberal Democrats                   | Wendy Chamberlain                   | 1683                                | 3,4                                 | +0,7                                |
| Women’s Equality Party              | Kirstein Rummery                    | 337                                 | 0,7                                 | +0,7                                |

### Unterhauswahlen 2019
| Ergebnisse der Unterhauswahlen 2019 | Ergebnisse der Unterhauswahlen 2019 | Ergebnisse der Unterhauswahlen 2019 | Ergebnisse der Unterhauswahlen 2019 | Ergebnisse der Unterhauswahlen 2019 |
| Partei                              | Kandidat                            | Stimmen                             | %                                   | ±                                   |
| ----------------------------------- | ----------------------------------- | ----------------------------------- | ----------------------------------- | ----------------------------------- |
| SNP                                 | Alyn Smith                          | 26.895                              | 51,1                                | +14,3                               |
| Conservative                        | Stephen Kerr                        | 17.641                              | 33,5                                | −3,6                                |
| Labour                              | Mary Ross                           | 4.275                               | 8,1                                 | −14,0                               |
| Liberal Democrats                   | Fayzan Rehman                       | 2.867                               | 5,4                                 | +2,0                                |
| Green                               | Bryan Quinn                         | 942                                 | 1,8                                 | +1,8                                |